# إيمبوسكس
إمبوسكس (بالإنجليزية: Imposex)‏ هو اضطراب في القواقع البحرية الناجمة عن الآثار السامة لبعض الملوثات البحرية. وتتسبب هذه الملوثات للحلزونات البحرية الأنثوية (الرخويات المنوية البحرية) في تطوير الأعضاء الجنسية الذكوريه لها مثل القضيب والأسهر. 

## إمبوسكس

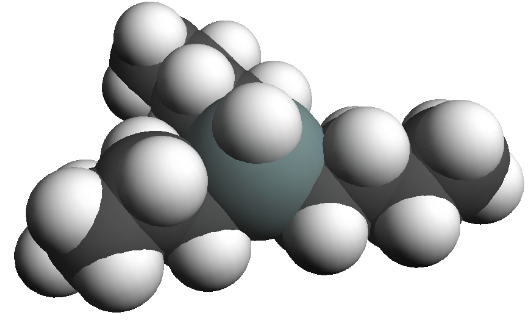
ثلاثي بوتيل القصدير (TBT) نموذج هيدريد

كان يعتقد أن المحفز الوحيد لإمبوسكس هو ثلاثي بوتيل القصدير، والتي يمكن أن تكون نشطة في تركيزات منخفضة للغاية، ولكن الدراسات الأخيرة ذكرت مواد، مثل ثلاثي فينيلتين والإيثانول. تريبوتيلتين هو عامل مضاد لقاذورات القوارب التي تؤثر على الإناث من الأنواع نوسيلا لابيلوس (الكلب الحوت)، فولوتا إبرايا (الحوت العبرية)، أوليفانسيلاريا فيسيكا، سترامونيتا هيماستوما (أحمر الفم قذيفة الصخور) وأكثر من 200 نوع من الإناث البحرية الأخرى. 

## تشوهات
في حلزون الكلب، ينمو القضيب في إيمبوسكس للإناث ككتل تدريجيا لقناة البيض، على الرغم من أنها تستمر في الإنتاج البيضوي. ويمر الكلب الحامل الأنثوي من خلال عدة مراحل من نمو القضيب قبل أن يصبح غير قادر على الحفاظ على إنتاج مستمر من البويضات. في المراحل اللاحقة من إمبوسكس تؤدي إلى العقم والوفاة المبكرة للإناث في سن الإنجاب، والتي يمكن أن تؤثر سلبا على جميع السكان. 

## الرصد البيولوجي
تستخدم مراحل إمبوسكس من الكلب الإناث وغيرها من الرخويات (بما في ذلك نوسيلا ليما) في المملكة المتحدة وفي جميع أنحاء العالم لمراقبة مستويات ثلاثي بوتيل القصدير. يتم استخدام مؤشر رسي (مؤشر حجم القضيب النسبي) للإناث للذكور، وفدسي (مؤشر تسلسل فاس ديفيرنز) لمراقبة مستويات تريبوتيلتين في البيئات البحرية. 
في 29 سبتمبر 2007، نشرت صحيفة هاليفاكس، نوفا سكوتيا، وهي صحيفة كرونيكل هيرالد، قصة عن حلزون الكلب على شواطئ ميناء هاليفاكس وأجزاء أخرى من نوفا سكوشيا، حيث يعيشون على الشاطئ في منطقة المد والجزر. وذكر التقرير أن أكل الكلب الإناث لا يزال ينمو القضيب حتى بعد حظر على ثلاثي بوتيل القصدير. 

## روابط خارجية
- Tributyltin (TBT) antifoulants: a tale of ships, snails and imposex.